# Драбишинець Василь Миколайович
Василь Миколайович Драбишинець (18 вересня 1942, с. Тухля Львівська область — 25 червня 2008, м. Тернопіль) — поет.

## Біографія
Народився 18 вересня 1942 року в с. Тухлі Львівської області. Більшу частину життя провів у Тернополі.
У 1973 році був учасником республіканської наради-семінару в Спілці письменників.
1980 — закінчив Львівський університет.
Працював столярем-будівельником, паркетником, екскаваторником, рефрижераторщиком на будовах Тернополя та Сибіру.

## Творча діяльність
1997 — вийшла перша книга «Полинові шляхи».
З 25 січня 2000 — член Національної спілки письменників України.
Друкувався в обласній та республіканській пресі, зокрема в журналах «Дзвін», «Тернопіль».

## Збірки
- «Полинові шляхи» (1997),
- «На перехресті віри і надії» (1998),
- «Поле моєї любові» (1999),
- «Діалоги супроти ночі» (2000),
- «Пливу Дніпром в човні Богдана» (2000),
- «На руїнах наших душ» (2001),
- «Зодіак: Вибране» (2003),
- «Тіні в розбитих рамах» (2003),
- «Думи осіннього листя» (2006).

Усі збірки видані в Тернополі, більшість у видавництві «Джура».

## Спогади
Зозуляк Євген:
"Я б назвав Василя Драбишинця поетом від народу, який ділив з ним усі негаразди і виливав свої почуття на папір"